# استفان (دهانه)
استفان یک دهانه برخوردی در ماه‌ است.

## دهانه‌های اقماری
این دهانه ۱ دهانه اقماری دارد.
| Stefan | عرض جغرافیایی | طول جغرافیایی | قطر          |
| ------ | ------------- | ------------- | ------------ |
| L      | ۴۴.۶° N       | ۱۰۷.۷° W      | ۲۶.۰ کیلومتر |